# The Nature of the Beast (album)
The Nature of the Beast è il nono album in studio del gruppo rock canadese April Wine, pubblicato nel 1981.

## Tracce
Tutte le tracce sono di Myles Goodwyn eccetto dove indicato.
1. All Over Town – 3:00
2. Tellin' Me Lies – 2:59
3. Sign of the Gypsy Queen (Lorence Hud) – 4:16
4. Just Between You and Me – 3:54
5. Wanna Rock – 2:06
6. Caught in the Crossfire – 3:33
7. Future Tense – 4:07
8. Big City Girls – 3:42
9. Crash and Burn – 2:31
10. Bad Boys – 3:10
11. One More Time – 3:55

## Formazione
- Myles Goodwyn – voce, chitarre, tastiere
- Steve Lang – basso, cori
- Brian Greenway – voce, chitarre
- Jerry Mercer – batteria
- Gary Moffet – chitarre, cori